# 1977 год в истории изобразительного искусства СССР
1977 год был отмечен рядом событий, оставивших заметный след в истории советского изобразительного искусства.

## События
- 19 января — Выставка произведений известного ленинградского художника-графика В. М. Звонцова открылась в Ленинграде в залах ЛОСХ[1].

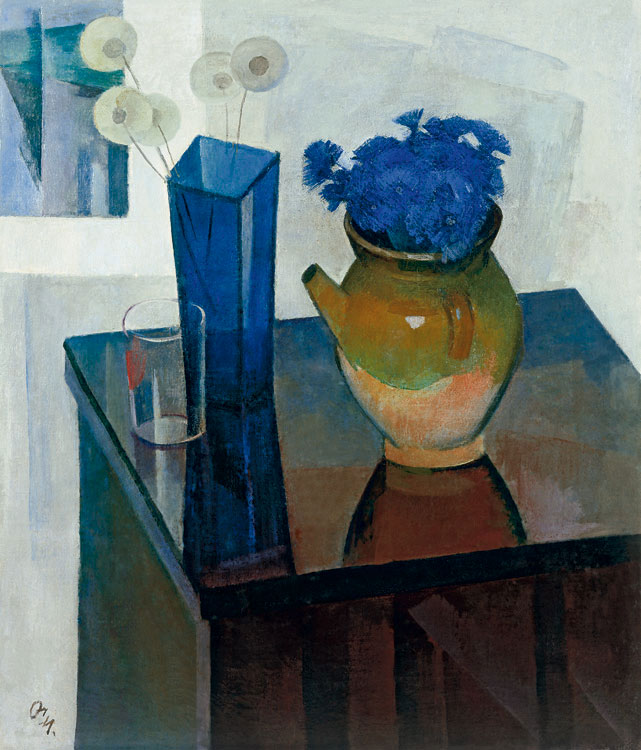
Васильки. 1976

- Выставка произведений ленинградского живописца Малагиса Владимира Ильича открылась в залах Ленинградского отделения Союза художников РСФСР[2][3].
- 3 февраля — Выставка произведений известного живописца, Заслуженного деятеля искусств РСФСР В. Ф. Стожарова (1926—1973) открылась в Москве в залах Академии художеств СССР. Экспонировалось около 300 работ художника[1].
- 4 февраля — Всесоюзная ретроспективная выставка дипломных работ выпускников художественных вузов СССР за сорок лет открылась в Москве в Центральном выставочном зале «Манеж». Экспонировались работы двух тысяч выпускников 17 художественных вузов страны. Впервые достижения высшей художественной школы были показаны так полно и всеобъемлюще[4][5][6][7].
- Выставка произведений известного художника и педагога В. И. Шухаева открылась в Москве в залах Государственного музея искусства народов Востока к 90-летию со дня рождения мастера. Экспонировалось свыше 200 живописных и графических работ из музейных и частных собраний[8].
- 4 апреля — Выставка политического плаката 60 Победных лет открылась в Москве в павильоне «Центральный» на ВДНХ СССР. Экспонировалось свыше 200 произведений[9].
- 4 апреля — 3-я Республиканская выставка мелкой пластики открылась в Москве в выставочных залах Союза художников РСФСР на улице Горького, 46. Экспонировалось 400 произведений 350 авторов[9].
- Всесоюзная художественная выставка «По ленинскому пути», посвящённая 60-летию Великой Октябрьской социалистической революции, открылась в Москве.
- 15 апреля — XIII Выставка работ членов Академии художеств СССР открылась в Москве в залах Академии художеств СССР. Экспонировалось свыше 400 новых произведений живописи, скульптуры, графики.[10][11].
- 15 апреля — Выставка работ ленинградских художников «Наш современник» открылась в залах Русского музея. Экспонировалось свыше 300 произведений живописи, скульптуры, графики.[12].
- Выставка «Автопортрет в русском и советском искусстве» открылась в залах Государственного Русского музея. Ранее выставка была показана в Москве в Третьяковской галерее[13][14].
- 21 апреля — Республиканская художественная выставка «Моё Нечерноземье» открылась в Туле. Экспонировались свыше 1000 произведений 600 авторов из 44 творческих организаций России[15].
- Выставка «Восток и Русское искусство» открылась в Москве в Государственном музее искусства народов Востока. Экспонировались работы М. Врубеля, В. Серова, В. Верещагина и В. Поленова[12].

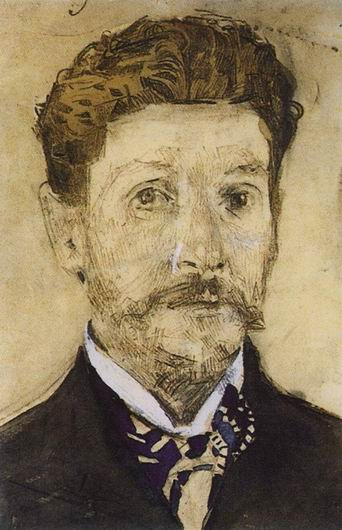
Михаил Врубель
Валентин Серов
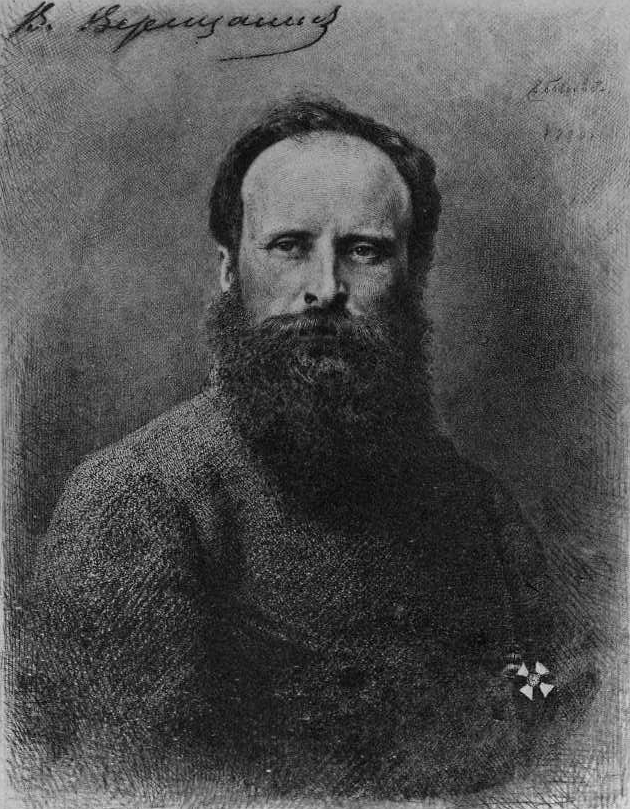
Василий Верещагин
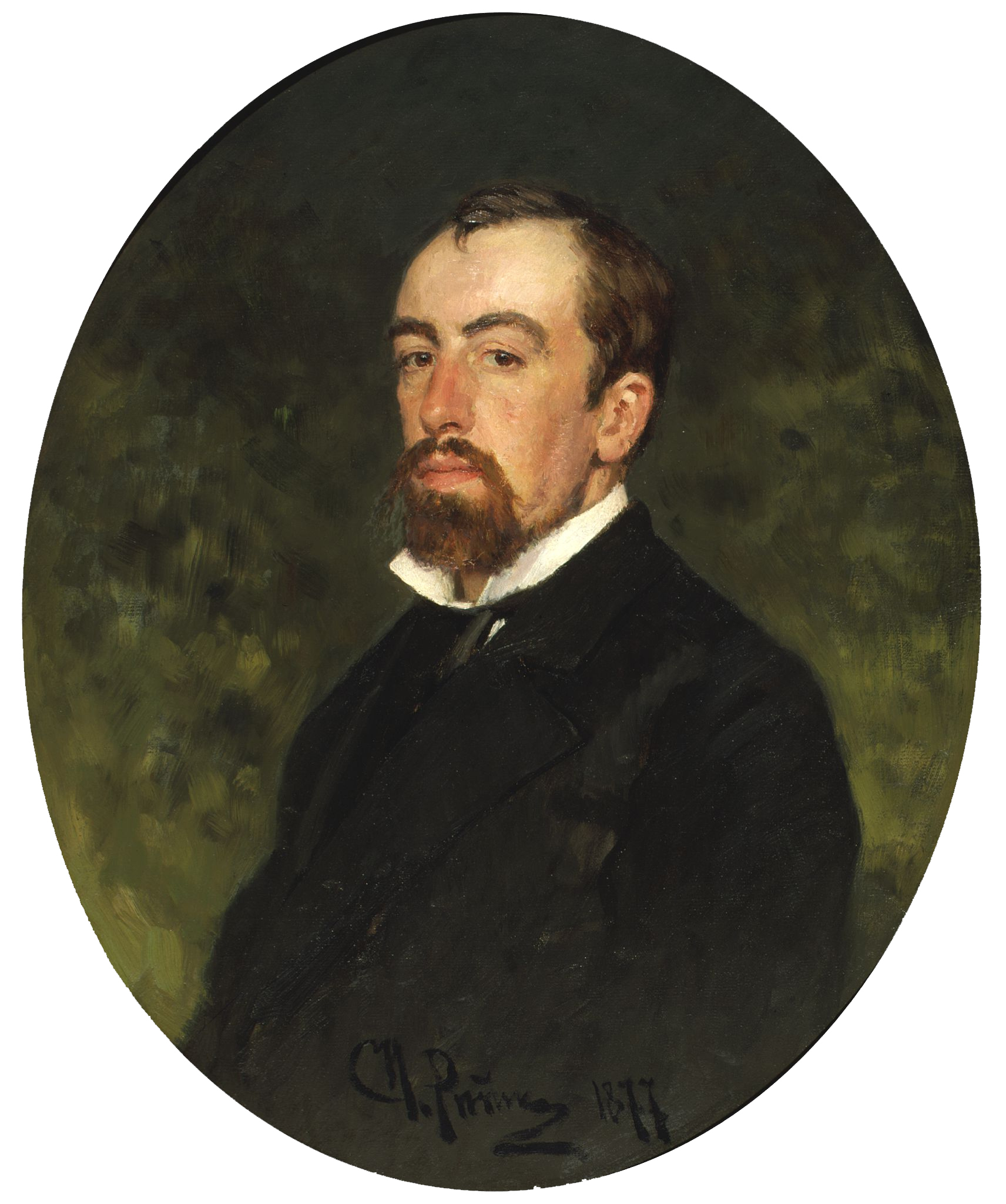
Василий Поленов

- 29 апреля — XI Выставка произведений московских художников-участников Великой Отечественной войны открылась в Доме Художников на Кузнецком мосту. Экспонировалось 500 произведений живописи, скульптуры, графики[12].
- Выставка произведений художников — ветеранов Великой Отечественной войны открылась в залах Ленинградского отделения Союза художников РСФСР с участием Петра Альберти, Владимира Андреева, Андрея Бантикова, Николая Брандта, Ивана Варичева, Анатолия Васильева, Глеба Вернера, Рубена Захарьяна, Иосифа Зисмана, Михаила Козелла, Петра Коростелёва, Бориса Лавренко, Олега Ломакина, Николая Мухо, Михаила Натаревича, Самуила Невельштейна, Анатолия Ненартовича, Бориса Николаева, Сергея Осипова, Льва Орехова, Виктора Рейхета, Александра Семёнова, Арсения Семёнова, Александра Татаренко, Германа Татаринова, Николая Тимкова, Михаила Ткачёва, Сергея Фролова, Альберта Фурсеева, Александра Шмидта, Соломона Эпштейна и других ленинградских мастеров изобразительного искусства.
- Всесоюзная художественная выставка «Советский портрет» открылась в Москве в ЦВЗ «Манеж». Экспонировалось свыше 1000 произведений живописи, скульптуры, графики[12].
- 19 мая — Выставка произведений Заслуженного художника РСФСР московского живописца Ю. А. Походаева открылась в Москве в ЦДРИ к 50-летию автора[16].
- 26 мая — Выставка произведений Народного художника СССР Э. К. Окаса открылась в залах Союза художников СССР на Кузнецком мосту, 20. Экспонировалось свыше 150 живописных и графических работ мастера[16].
- Традиционная Весенняя выставка произведений ленинградских художников открылась в июне в залах ЛОСХ.[17].
- 3 июня — Выставка «Театральные художники Сибири» открылась в Москве в выставочных залах Союза художников РСФСР на улице Усиевича, 13. Экспонировалось около 150 работ[16].
- Выставка произведений Народного художника СССР В. М. Орешникова открылась в Ленинграде в залах Научно-исследовательского музея Академии художеств СССР[16].
- 7 июня — Выставка произведений Заслуженного художника РСФСР Б. В. Корнеева (1922—1974) открылась в Москве в выставочных залах Союза художников СССР на улице Горького, 25. Экспонировалось 130 живописных работ художника[16].
- Выставка пейзажа художников Российской Федерации открылась в выставочном зале Белгорода. Экспонировались произведения А. Грицая, Ю. Подляского, В. Загонека, Е. Зверькова, П. Фомина и других художников-пейзажистов.[18].
- 14 июля — Выставка московских художниц И. Мещеряковой, Н. Нестеровой, И. Старженецкой и скульптора Л. Гадаевой открылась в Москве в залах МОСХ на улице Вавилова[19].
- 18 июля — Выставка произведений живописца П. Д. Покаржевского (1889—1968) открылась в Москве в выставочных залах МОСХ на улице Беговой[19].
- Пятый Всесоюзный съезд художников СССР прошёл в Москве.
- Выставка «Современная советская живопись» в галерее Геккосо, Токио.
- 19 августа — Выставка московских художниц Л. Архиповой, Р. Зелинской и скульптора С. Тугариновой открылась в Москве в залах МОСХ на улице Вавилова[19].
- 9 сентября — Всероссийская Республиканская художественная выставка «60 лет Великого Октября» открылась в Москве в ЦВЗ «Манеж» с участием Дмитрия Беляева, Германа Егошина, Алексея Еремина, Вячеслава Загонека, Энгельса Козлова, Марины Козловской, Майи Копытцевой, Владимира Кранца, Олега Ломакина, Дмитрия Маевского, Евсея Моисеенко, Владимира Овчинникова, Александра Семёнова, Николая Тимкова, Владимира Токарева, Виталия Тюленева, Бориса Угарова, Бориса Шаманова, Андрея Яковлева и других мастеров изобразительного искусства Российской Федерации. Экспонировалось свыше 3500 произведений живописи, скульптуры, графики, декоративно-прикладного искусства 1800 авторов из всех республик и областей России[19][20].
- 21 сентября — Очередная выставка произведений молодых художников открылась в Москве в залах Академии художеств СССР. Экспонировалось свыше 500 произведений живописи, скульптуры, графики 200 молодых мастеров изобразительного искусства.[21].
- Выставка «Советский портрет» в Москве.
- Выставка «60 лет советского изобразительного искусства» открылась в Париже, Франция.
- Выставка «60 лет советского искусства» показана в Хельсинки и Кеми, Финляндия.

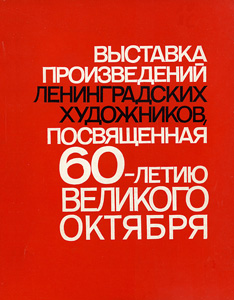
Каталог выставки

- 5 ноября — выставкой произведений ленинградских художников, посвящённой 60-летию Великого Октября и проходившей под девизом «Искусство принадлежит народу», открылся Центральный выставочный зал «Манеж». В экспозиции были представлены произведения Виктора Абрамяна, Николая Андрецова, Владислава Анисовича, Евгении Антиповой, Завена Аршакуни, Николая Бабасюка, Всеволода Баженова, Леонида Байкова, Ирины Балдиной, Николая Баскакова, Петра Белоусова, Якова Бесперстова, Андрея Блиока, Ольги Богаевской, Вениамина Борисова, Ивана Варичева, Анатолия Васильева, Валерия Ватенина, Игоря Веселкина, Николая Галахова, Василия Голубева, Михаила Грачёва, Абрама Грушко, Марии Давидсон, Крума Джакова, Ирины Добряковой, Олега Еремеева, Алексея Еремина, Василия Жаворонкова, Михаила Канеева, Рудольфа Карклина, Михаила Козелла, Энгельса Козлова, Марины Козловской, Майи Копытцевой, Виктора Коровина, Елены Костенко, Николая Кострова, Анны Костровой, Максима Косых, Бориса Котика, Геворка Котьянца, Владимира Кранца, Ярослава Крестовского, Бориса Лавренко, Ивана Лавского, Владислава Леванта, Олега Ломакина, Дмитрия Маевского, Владимира Максимихина, Бориса Малуева, Гавриила Малыша, Юрия Межирова, Евсея Моисеенко, Георгия Мороза, Андрея Мыльникова, Веры Назиной, Михаила Натаревича, Самуила Невельштейна, Юрия Непринцева, Дмитрия Обозненко, Владимира Овчинникова, Льва Овчинникова, Виктора Орешникова, Сергея Осипова, Лии Островой, Юрия Павлова, Пен Варлена, Всеволода Петрова-Маслакова, Николая Позднеева, Тамары Полосатовой, Владимира Прошкина, Валентины Рахиной, Семёна Ротницкого, Ивана Савенко, Глеба Савинова, Александра Семёнова, Арсения Семёнова, Юрия Скорикова, Владимира Скрябина, Елены Скуинь, Александра Соколова, Александра Столбова, Игоря Суворова, Елены Табаковой, Александра Татаренко, Германа Татаринова, Виктора Тетерина, Николая Тимкова, Леонида Ткаченко, Александры Токаревой, Юрия Тулина, Виталия Тюленева, Бориса Угарова, Петра Фомина, Владимира Френца, Альберта Фурсеева, Александры Чесноковой, Юрия Шаблыкина, Бориса Шаманова, Александра Шмидта и других ленинградских мастеров изобразительного искусства.[22]
- Выставка произведений ленинградского живописца и графика Ведерникова Александра Семёновича открылась в залах Ленинградского отделения Союза художников РСФСР.[23].
- Выставка произведений трёх ленинградских художников Арсения Семёнова, Сергея Осипова и Кирилла Гущина открылась в залах Ленинградского отделения Союза художников РСФСР.[24].

- Васильки. 1976

- Выставка произведений ленинградского живописца Годлевского Ивана Ивановича открылась в залах Ленинградского отделения Союза художников РСФСР.[25].
- Выставка произведений ленинградского скульптора Венковой Ии Андреевны открылась в залах Ленинградского отделения Союза художников РСФСР.[26].
- Выставка произведений Викулова Василия Ивановича открылась в залах Ленинградского отделения Союза художников РСФСР[27].
- Выставка произведений молодых ленинградских художников «60 лет ВЛКСМ» открылась в ЦВЗ Манеж[28][29].

## Скончались
- 13 января — Грищенко Алексей Васильевич, русский живописец, график и искусствовед, с 1922 жил во Франции (род. в 1883).
- 14 апреля — Викторов Сергей Павлович, советский живописец (род. в 1916).
- 16 июня — Ватенин, Валерий Владимирович, русский советский живописец, график, педагог (род. в 1933).
- 10 октября — Лавский Иван Иванович, русский советский живописец (род. в 1919).
- 6 сентября — Пименов Юрий Иванович, советский живописец и график, Народный художник СССР, действительный член Академии художеств СССР (род. в 1903).

### Полная дата неизвестна
- Джаков Крум Стефанович, советский живописец (род. в 1909).
- Петров Сергей Алексеевич, российский советский живописец и график, Заслуженный работник культуры РСФСР (род. в 1911).